# Верх-Камышенский сельсовет (Заринский район)
Верх-Камышенский сельсовет — муниципальное образование со статусом сельского поселения и административно-территориальное образование в Заринском районе Алтайского края России. Административный центр — село Верх-Камышенка.

## Население
| 1997 | 1998 | 1999 | 2000 | 2001 | 2002 |
| ---- | ---- | ---- | ---- | ---- | ---- |
| 838  | ↘834 | ↘823 | ↘822 | ↗836 | ↘796 |
| 2003 | 2004 | 2005 | 2006 | 2007 | 2008 |
| ↘786 | ↘777 | ↘764 | ↘746 | ↗762 | ↗764 |
| 2009 | 2010 | 2011 | 2012 | 2013 | 2014 |
| ↘752 | ↗763 | ↘759 | ↘750 | ↘741 | ↘710 |
| 2015 | 2016 | 2017 | 2018 | 2019 | 2020 |
| ↘689 | ↗705 | ↘697 | →697 | ↘693 | ↘675 |
| 2021 |      |      |      |      |      |
| ↘653 |      |      |      |      |      |

По результатам Всероссийской переписи населения 2010 года, численность населения муниципального образования составила 763 человека, в том числе 377 мужчин и 386 женщин. Оценка Росстата на 1 января 2012 года — 750 человек.

## Населённые пункты
В состав сельского поселения входит 2 населённых пункта:
- село Верх-Камышенка,
- посёлок Омутная.

Батунный Лог — упразднённый посёлок, исключён из учётных данных в 1982 году.